# Cervelière

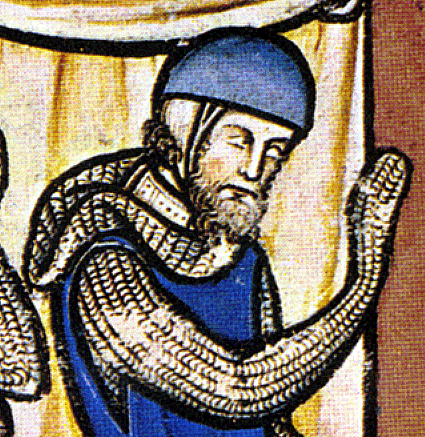
Cervelière v. 1240-1250.

La cervelière est une coiffe de mailles ou de plaques de fer enveloppant exactement la partie supérieure du crâne comme une calotte, en usage en Europe occidentale au Moyen Âge Classique.
Elle désigne aussi pendant la Première Guerre mondiale la calotte d'acier de 0,5 mm d'épaisseur (portée sous la casquette, sous la basane du képi ou dessus, voire à même le crâne) proposée en décembre 1914 par le sous-intendant militaire Louis Adrian et adoptée en février 1915. Livrée en trois tailles et commandée à 700 000 exemplaires par l'intendance, elle est remplacée à partir de septembre 1915 par le casque Adrian mais reste utilisée comme ustensile de cuisine, bol à raser ou récipient à cartouches.

## Origine
Dès le VIIIe siècle, il n'est pas rare que les soldats se coiffent de casques ressemblant à ceux des Romains, le cimier en moins. N'étant constitués que d'une calotte hémisphérique, ils peuvent être considérés comme les premières cervelières.

## La cervelière sous-jacente
Dès l'apparition des premières armures médiévales, les hommes d'armes se couvrent la tête d'un camail de mailles, porté sous le heaume. Afin de rendre son port plus confortable, ils se couvrent le crâne d'une pièce de peau ou de toile rembourrée qui en épouse la forme et s'enroule en bourrelets au-dessus des oreilles. Le camail ne blesse pas la tête sous la pression du heaume ou des chocs. En serrant le camail de mailles, grâce aux lanières de peau qui le garnissaient, les soldats pouvaient maintenir la cervelière sous-jacente exactement sur leur crâne.
Ces cervelières de peau ou de toile furent en usage régulier au tournant du XIIe siècle.

## La cervelière de mailles
À partir du milieu du XIIIe siècle apparaît une cervelière de mailles qui se porte alors sur un camail de peau. Elle prend une forme cylindrique ou sphérique, ce qui permet le port d'un heaume par-dessus. Les maillons qui la composent sont souvent rivés « à grain d'orge » et en reçoivent quatre autres.

## La cervelière de plates
Ce casque est forgé d'une ou plusieurs pièces de métal. Certaines de ces cervelières se portaient sur le camail de mailles, d'autres remplaçaient la partie supérieure. Dans ce dernier cas, la cervelière étaient capitonnée et le camail s'attachait à son bord inférieur.
Le dessin de la cervelière de plates prenait la forme d'une bombe, sans rebord, pointe ou partie saillante. Celles qui se posaient sur le camail possédaient parfois une visière peu saillante, mais ne pouvaient alors pas se porter sous le heaume.
Plusieurs plates d'acier rivées pouvaient composer une cervelière. Elle entra ainsi dans la composition de brigandines comme habillement de tête pour les piétons et se portaient sous la salade ou le chaperon.

## Notes et références

Tranchée française en 1915. Le soldat à gauche porte une cervelière sur son képi.